# Liste des planètes mineures (544001-545000)
Voici la liste des planètes mineures numérotées de 544001 à 545000. Les planètes mineures sont numérotées lorsque leur orbite est confirmée, ce qui peut parfois se produire longtemps après leur découverte. Elles sont classées ici par leur numéro.

## Planètes mineures 544001 à 545000
- (544001) 2014 QG472
- (544002) 2014 QL473
- (544003) 2014 QQ474
- (544004) 2014 QS474
- (544005) 2014 QW474
- (544006) 2014 QQ475
- (544007) 2014 QN481
- (544008) 2014 QJ483
- (544009) 2014 QK484
- (544010) 2014 QT487
- (544011) 2014 QZ491
- (544012) 2014 QC492
- (544013) 2014 QB493
- (544014) 2014 QK495
- (544015) 2014 QD499
- (544016) 2014 RY1
- (544017) 2014 RU7
- (544018) 2014 RK9
- (544019) 2014 RQ12
- (544020) 2014 RF13
- (544021) 2014 RL13
- (544022) 2014 RR15
- (544023) 2014 RY15
- (544024) 2014 RX16
- (544025) 2014 RE19
- (544026) 2014 RS23
- (544027) 2014 RL24
- (544028) 2014 RU25
- (544029) 2014 RH26
- (544030) 2014 RR26
- (544031) 2014 RS26
- (544032) 2014 RU26
- (544033) Lihsing
- (544034) 2014 RO29
- (544035) 2014 RQ30
- (544036) 2014 RY31
- (544037) 2014 RK34
- (544038) 2014 RZ34
- (544039) 2014 RX40
- (544040) 2014 RL43
- (544041) 2014 RJ46
- (544042) 2014 RW47
- (544043) 2014 RX50
- (544044) 2014 RZ50
- (544045) 2014 RR52
- (544046) 2014 RF54
- (544047) 2014 RV56
- (544048) 2014 RP57
- (544049) 2014 RS58
- (544050) 2014 RQ59
- (544051) 2014 RW62
- (544052) 2014 RG63
- (544053) 2014 RK63
- (544054) 2014 RB65
- (544055) 2014 RE65
- (544056) 2014 RG65
- (544057) 2014 RL66
- (544058) 2014 RM66
- (544059) 2014 RN66
- (544060) 2014 RF67
- (544061) 2014 RD68
- (544062) 2014 RV68
- (544063) 2014 RH69
- (544064) 2014 RA70
- (544065) 2014 RP71
- (544066) 2014 SA5
- (544067) 2014 SO5
- (544068) 2014 SS8
- (544069) 2014 SR9
- (544070) 2014 SA11
- (544071) 2014 SJ20
- (544072) 2014 SK23
- (544073) 2014 SG25
- (544074) 2014 SR26
- (544075) 2014 SM29
- (544076) 2014 SN29
- (544077) 2014 SM32
- (544078) 2014 SW35
- (544079) 2014 SY38
- (544080) 2014 SA39
- (544081) 2014 SQ39
- (544082) 2014 SD41
- (544083) 2014 SL41
- (544084) 2014 SO42
- (544085) 2014 SM47
- (544086) 2014 SN47
- (544087) 2014 SV47
- (544088) 2014 SK49
- (544089) 2014 SQ52
- (544090) 2014 SK54
- (544091) 2014 SX57
- (544092) 2014 SH63
- (544093) 2014 SM67
- (544094) 2014 ST72
- (544095) 2014 SW75
- (544096) 2014 SD77
- (544097) 2014 SF80
- (544098) 2014 SO80
- (544099) 2014 SX80
- (544100) 2014 SN84
- (544101) 2014 SJ93
- (544102) 2014 SA95
- (544103) 2014 SV96
- (544104) 2014 SH106
- (544105) 2014 SW110
- (544106) 2014 SE112
- (544107) 2014 SC113
- (544108) 2014 SS116
- (544109) 2014 SP117
- (544110) 2014 SF119
- (544111) 2014 SW119
- (544112) 2014 SB120
- (544113) 2014 SF124
- (544114) 2014 SL132
- (544115) 2014 SE135
- (544116) 2014 SA136
- (544117) 2014 SQ139
- (544118) 2014 SD147
- (544119) 2014 SQ148
- (544120) 2014 SG149
- (544121) 2014 SB150
- (544122) 2014 SH150
- (544123) 2014 SU150
- (544124) 2014 SF163
- (544125) 2014 SG164
- (544126) 2014 SK164
- (544127) 2014 SB168
- (544128) 2014 SN168
- (544129) 2014 SZ168
- (544130) 2014 SN169
- (544131) 2014 SP169
- (544132) 2014 SZ169
- (544133) 2014 SD171
- (544134) 2014 SE176
- (544135) 2014 SG176
- (544136) 2014 SN182
- (544137) 2014 SX183
- (544138) 2014 SE185
- (544139) 2014 SJ185
- (544140) 2014 SJ187
- (544141) 2014 SQ191
- (544142) 2014 SE192
- (544143) 2014 SR192
- (544144) 2014 SL195
- (544145) 2014 SP195
- (544146) 2014 SQ196
- (544147) 2014 SR196
- (544148) 2014 SM198
- (544149) 2014 ST205
- (544150) 2014 SW208
- (544151) 2014 SJ209
- (544152) 2014 SX210
- (544153) 2014 SC211
- (544154) 2014 SS211
- (544155) 2014 SF212
- (544156) 2014 SQ213
- (544157) 2014 ST213
- (544158) 2014 SV213
- (544159) 2014 SJ214
- (544160) 2014 SF215
- (544161) 2014 SY215
- (544162) 2014 SL216
- (544163) 2014 SK218
- (544164) 2014 ST219
- (544165) 2014 SA221
- (544166) 2014 SK234
- (544167) 2014 SZ235
- (544168) 2014 SB238
- (544169) 2014 SM238
- (544170) 2014 SW239
- (544171) 2014 SA240
- (544172) 2014 SO240
- (544173) 2014 SC241
- (544174) 2014 SP241
- (544175) 2014 SO244
- (544176) 2014 SG247
- (544177) 2014 SQ249
- (544178) 2014 SB251
- (544179) 2014 SU262
- (544180) 2014 SM263
- (544181) 2014 SY265
- (544182) 2014 SL266
- (544183) 2014 SW266
- (544184) 2014 SM284
- (544185) 2014 SP284
- (544186) 2014 SM286
- (544187) 2014 SG289
- (544188) 2014 SS289
- (544189) 2014 SM293
- (544190) 2014 SW294
- (544191) 2014 SM295
- (544192) 2014 SY295
- (544193) 2014 SV300
- (544194) 2014 SB302
- (544195) 2014 SC305
- (544196) 2014 SG307
- (544197) 2014 SA310
- (544198) 2014 SY311
- (544199) 2014 SJ314
- (544200) 2014 SZ322
- (544201) 2014 SD323
- (544202) 2014 SF327
- (544203) 2014 SP328
- (544204) 2014 SS328
- (544205) 2014 SM329
- (544206) 2014 SF332
- (544207) 2014 SG332
- (544208) 2014 SG333
- (544209) 2014 SG334
- (544210) 2014 SN335
- (544211) 2014 SO339
- (544212) 2014 SV344
- (544213) 2014 SX344
- (544214) 2014 SC354
- (544215) 2014 SG355
- (544216) 2014 SK355
- (544217) 2014 SM356
- (544218) 2014 SM357
- (544219) 2014 SZ358
- (544220) 2014 SV361
- (544221) 2014 SV362
- (544222) 2014 SE363
- (544223) 2014 SD366
- (544224) 2014 TA1
- (544225) 2014 TR2
- (544226) 2014 TW9
- (544227) 2014 TA10
- (544228) 2014 TF10
- (544229) 2014 TL10
- (544230) 2014 TV16
- (544231) 2014 TR24
- (544232) 2014 TC25
- (544233) 2014 TC26
- (544234) 2014 TW29
- (544235) 2014 TB34
- (544236) 2014 TF37
- (544237) 2014 TB38
- (544238) 2014 TM42
- (544239) 2014 TY42
- (544240) 2014 TP46
- (544241) 2014 TP50
- (544242) 2014 TT50
- (544243) 2014 TK51
- (544244) 2014 TL52
- (544245) 2014 TV52
- (544246) 2014 TA55
- (544247) 2014 TO55
- (544248) 2014 TK56
- (544249) 2014 TF60
- (544250) 2014 TV61
- (544251) 2014 TT64
- (544252) 2014 TL71
- (544253) 2014 TG72
- (544254) 2014 TP72
- (544255) 2014 TH75
- (544256) 2014 TQ76
- (544257) 2014 TD79
- (544258) 2014 TO80
- (544259) 2014 TO82
- (544260) 2014 TT83
- (544261) 2014 TA84
- (544262) 2014 TP85
- (544263) 2014 TR85
- (544264) 2014 TH86
- (544265) 2014 TQ86
- (544266) 2014 TD87
- (544267) 2014 TP87
- (544268) 2014 TX88
- (544269) 2014 TT89
- (544270) 2014 TV92
- (544271) 2014 TO93
- (544272) 2014 TZ94
- (544273) 2014 TB95
- (544274) 2014 TS95
- (544275) 2014 UG
- (544276) 2014 UW6
- (544277) 2014 UD7
- (544278) 2014 UO7
- (544279) 2014 UD10
- (544280) 2014 US10
- (544281) 2014 UZ10
- (544282) 2014 UD11
- (544283) 2014 UO11
- (544284) 2014 UX11
- (544285) 2014 UJ15
- (544286) 2014 UG17
- (544287) 2014 UH17
- (544288) 2014 UF18
- (544289) 2014 UB21
- (544290) 2014 UM21
- (544291) 2014 UO21
- (544292) 2014 UP21
- (544293) 2014 UW23
- (544294) 2014 UF28
- (544295) 2014 UP28
- (544296) 2014 UH30
- (544297) 2014 UJ34
- (544298) 2014 UA42
- (544299) 2014 UW42
- (544300) 2014 UV43
- (544301) 2014 UD45
- (544302) 2014 UN48
- (544303) 2014 UL50
- (544304) 2014 UH51
- (544305) 2014 UA55
- (544306) 2014 UE55
- (544307) 2014 UQ55
- (544308) 2014 UF59
- (544309) Reuss
- (544310) 2014 UO62
- (544311) 2014 UC63
- (544312) 2014 UT65
- (544313) 2014 UA66
- (544314) 2014 UH67
- (544315) 2014 UL67
- (544316) 2014 UW72
- (544317) 2014 UT78
- (544318) 2014 UE81
- (544319) 2014 UJ83
- (544320) 2014 UU83
- (544321) 2014 UQ84
- (544322) 2014 UX86
- (544323) 2014 UZ86
- (544324) 2014 UM93
- (544325) Péczbéla
- (544326) 2014 UY95
- (544327) 2014 UV96
- (544328) 2014 UO99
- (544329) 2014 UB100
- (544330) 2014 UG100
- (544331) 2014 UG102
- (544332) 2014 UT102
- (544333) 2014 UW102
- (544334) 2014 UH103
- (544335) 2014 UK106
- (544336) 2014 UK107
- (544337) 2014 UG109
- (544338) 2014 UU109
- (544339) 2014 UX109
- (544340) 2014 UC113
- (544341) 2014 UT113
- (544342) 2014 UE116
- (544343) 2014 UA117
- (544344) 2014 UZ117
- (544345) 2014 UM118
- (544346) 2014 UG121
- (544347) 2014 UM121
- (544348) 2014 UL123
- (544349) 2014 UW123
- (544350) 2014 UQ124
- (544351) 2014 UX124
- (544352) 2014 UQ125
- (544353) 2014 UQ126
- (544354) 2014 UP127
- (544355) 2014 UY131
- (544356) 2014 UB135
- (544357) 2014 UF137
- (544358) 2014 UO137
- (544359) 2014 UY137
- (544360) 2014 UR138
- (544361) 2014 UU139
- (544362) 2014 UU140
- (544363) 2014 UC142
- (544364) 2014 UF142
- (544365) 2014 UQ142
- (544366) 2014 UZ143
- (544367) 2014 UT146
- (544368) 2014 UH147
- (544369) 2014 UG152
- (544370) 2014 UZ153
- (544371) 2014 US155
- (544372) 2014 UZ155
- (544373) 2014 UH156
- (544374) 2014 UK156
- (544375) 2014 UK157
- (544376) 2014 UP158
- (544377) 2014 UH160
- (544378) 2014 UD161
- (544379) 2014 UE162
- (544380) 2014 UC163
- (544381) 2014 UZ164
- (544382) 2014 UL165
- (544383) 2014 UV165
- (544384) 2014 UC166
- (544385) 2014 UB168
- (544386) 2014 UR170
- (544387) 2014 UY171
- (544388) 2014 UB173
- (544389) 2014 UF173
- (544390) 2014 UM173
- (544391) 2014 UM176
- (544392) 2014 UZ179
- (544393) 2014 UK182
- (544394) 2014 UJ183
- (544395) 2014 UG185
- (544396) 2014 UT185
- (544397) 2014 UW185
- (544398) 2014 UT195
- (544399) 2014 UO197
- (544400) 2014 UJ198
- (544401) 2014 UN199
- (544402) 2014 UZ199
- (544403) 2014 UZ201
- (544404) 2014 UL202
- (544405) 2014 UY202
- (544406) 2014 UK203
- (544407) 2014 UB207
- (544408) 2014 UM207
- (544409) 2014 UF209
- (544410) 2014 UO211
- (544411) 2014 UA212
- (544412) 2014 UD212
- (544413) 2014 US212
- (544414) 2014 UX212
- (544415) 2014 UP214
- (544416) 2014 UD216
- (544417) 2014 UL216
- (544418) 2014 UQ217
- (544419) 2014 UU217
- (544420) 2014 UO218
- (544421) 2014 UD219
- (544422) 2014 UF219
- (544423) 2014 UJ219
- (544424) 2014 UA220
- (544425) 2014 UU220
- (544426) 2014 UH221
- (544427) 2014 UL221
- (544428) 2014 UR221
- (544429) 2014 UU223
- (544430) 2014 UW224
- (544431) 2014 UT225
- (544432) 2014 UD226
- (544433) 2014 UO227
- (544434) 2014 UW227
- (544435) 2014 UF230
- (544436) 2014 UO230
- (544437) 2014 UH231
- (544438) 2014 UE232
- (544439) 2014 UJ232
- (544440) 2014 UO232
- (544441) 2014 UV232
- (544442) 2014 UF233
- (544443) 2014 UG233
- (544444) 2014 UH233
- (544445) 2014 UJ234
- (544446) 2014 UJ235
- (544447) 2014 UX235
- (544448) 2014 UV236
- (544449) 2014 UF239
- (544450) 2014 UR240
- (544451) 2014 UZ245
- (544452) 2014 VN3
- (544453) 2014 VH5
- (544454) 2014 VJ5
- (544455) 2014 VR5
- (544456) 2014 VD6
- (544457) 2014 VK9
- (544458) 2014 VE11
- (544459) 2014 VM15
- (544460) 2014 VJ16
- (544461) 2014 VF18
- (544462) 2014 VY18
- (544463) 2014 VN20
- (544464) 2014 VV20
- (544465) 2014 VA21
- (544466) 2014 VH23
- (544467) 2014 VN23
- (544468) 2014 VU23
- (544469) 2014 VX23
- (544470) 2014 VR24
- (544471) 2014 VD25
- (544472) 2014 VE25
- (544473) 2014 VS25
- (544474) 2014 VY25
- (544475) 2014 VS26
- (544476) 2014 VF31
- (544477) 2014 VV31
- (544478) 2014 VW32
- (544479) 2014 VC33
- (544480) 2014 VR33
- (544481) 2014 VZ36
- (544482) 2014 VG38
- (544483) 2014 VA39
- (544484) 2014 VC39
- (544485) 2014 WY3
- (544486) 2014 WL4
- (544487) 2014 WV5
- (544488) 2014 WO8
- (544489) 2014 WW14
- (544490) 2014 WW15
- (544491) 2014 WM17
- (544492) 2014 WO17
- (544493) 2014 WT18
- (544494) 2014 WG25
- (544495) 2014 WO26
- (544496) 2014 WB27
- (544497) 2014 WC28
- (544498) 2014 WT28
- (544499) 2014 WS31
- (544500) 2014 WX31
- (544501) 2014 WB33
- (544502) 2014 WZ33
- (544503) 2014 WE35
- (544504) 2014 WJ35
- (544505) 2014 WR36
- (544506) 2014 WC37
- (544507) 2014 WH37
- (544508) 2014 WZ39
- (544509) 2014 WM40
- (544510) 2014 WQ40
- (544511) 2014 WU40
- (544512) 2014 WZ40
- (544513) 2014 WB41
- (544514) 2014 WV47
- (544515) 2014 WB48
- (544516) 2014 WK48
- (544517) 2014 WC49
- (544518) 2014 WN50
- (544519) 2014 WE51
- (544520) 2014 WC52
- (544521) 2014 WB53
- (544522) 2014 WD54
- (544523) 2014 WK54
- (544524) 2014 WN55
- (544525) 2014 WG56
- (544526) 2014 WJ56
- (544527) 2014 WF58
- (544528) 2014 WK59
- (544529) 2014 WB61
- (544530) 2014 WU61
- (544531) 2014 WB62
- (544532) 2014 WK63
- (544533) 2014 WO63
- (544534) 2014 WG64
- (544535) 2014 WY66
- (544536) 2014 WY69
- (544537) 2014 WA72
- (544538) 2014 WL72
- (544539) 2014 WX72
- (544540) 2014 WM73
- (544541) Srholec
- (544542) 2014 WF77
- (544543) 2014 WF82
- (544544) 2014 WS83
- (544545) 2014 WL91
- (544546) 2014 WK94
- (544547) 2014 WU95
- (544548) 2014 WP104
- (544549) 2014 WT105
- (544550) 2014 WM106
- (544551) 2014 WB109
- (544552) 2014 WW112
- (544553) 2014 WE113
- (544554) 2014 WR114
- (544555) 2014 WT114
- (544556) 2014 WD115
- (544557) 2014 WR117
- (544558) 2014 WG118
- (544559) 2014 WC120
- (544560) 2014 WR120
- (544561) 2014 WL121
- (544562) 2014 WR121
- (544563) 2014 WW122
- (544564) 2014 WC124
- (544565) 2014 WO124
- (544566) 2014 WF125
- (544567) 2014 WR127
- (544568) 2014 WW127
- (544569) 2014 WA128
- (544570) 2014 WJ128
- (544571) 2014 WP128
- (544572) 2014 WL129
- (544573) 2014 WG132
- (544574) 2014 WX138
- (544575) 2014 WA139
- (544576) 2014 WQ139
- (544577) 2014 WS144
- (544578) 2014 WW144
- (544579) 2014 WM145
- (544580) 2014 WD146
- (544581) 2014 WL151
- (544582) 2014 WP151
- (544583) 2014 WT152
- (544584) 2014 WD153
- (544585) 2014 WK155
- (544586) 2014 WZ157
- (544587) 2014 WO158
- (544588) 2014 WO161
- (544589) 2014 WQ161
- (544590) 2014 WB163
- (544591) 2014 WJ164
- (544592) 2014 WT164
- (544593) 2014 WJ165
- (544594) 2014 WM165
- (544595) 2014 WA167
- (544596) 2014 WH169
- (544597) 2014 WL169
- (544598) 2014 WF172
- (544599) 2014 WM172
- (544600) 2014 WD174
- (544601) 2014 WR175
- (544602) 2014 WF176
- (544603) 2014 WG176
- (544604) 2014 WR176
- (544605) 2014 WY176
- (544606) 2014 WK179
- (544607) 2014 WL182
- (544608) 2014 WA184
- (544609) 2014 WH184
- (544610) 2014 WH185
- (544611) 2014 WD186
- (544612) 2014 WW186
- (544613) 2014 WE188
- (544614) 2014 WL189
- (544615) 2014 WS192
- (544616) 2014 WX192
- (544617) 2014 WM193
- (544618) Bugátpál
- (544619) 2014 WP194
- (544620) 2014 WC195
- (544621) 2014 WK195
- (544622) 2014 WS195
- (544623) 2014 WO196
- (544624) 2014 WD197
- (544625) 2014 WF197
- (544626) 2014 WE199
- (544627) 2014 WU204
- (544628) 2014 WC207
- (544629) 2014 WO209
- (544630) 2014 WB211
- (544631) 2014 WG211
- (544632) 2014 WF212
- (544633) 2014 WP212
- (544634) 2014 WF215
- (544635) 2014 WL215
- (544636) 2014 WE218
- (544637) 2014 WB221
- (544638) 2014 WP222
- (544639) 2014 WB226
- (544640) 2014 WP228
- (544641) 2014 WB229
- (544642) 2014 WJ229
- (544643) 2014 WN229
- (544644) 2014 WD231
- (544645) 2014 WQ231
- (544646) 2014 WJ233
- (544647) 2014 WA236
- (544648) 2014 WJ237
- (544649) 2014 WM237
- (544650) 2014 WS237
- (544651) 2014 WP240
- (544652) 2014 WV241
- (544653) 2014 WD242
- (544654) 2014 WP242
- (544655) 2014 WU242
- (544656) 2014 WM243
- (544657) 2014 WV243
- (544658) 2014 WN244
- (544659) 2014 WY244
- (544660) 2014 WU246
- (544661) 2014 WM248
- (544662) 2014 WA249
- (544663) 2014 WE250
- (544664) 2014 WM250
- (544665) 2014 WU251
- (544666) 2014 WJ252
- (544667) 2014 WN252
- (544668) 2014 WQ252
- (544669) 2014 WO254
- (544670) 2014 WU261
- (544671) 2014 WF262
- (544672) 2014 WJ264
- (544673) 2014 WZ264
- (544674) 2014 WK270
- (544675) 2014 WN270
- (544676) 2014 WO271
- (544677) 2014 WY271
- (544678) 2014 WU274
- (544679) 2014 WS275
- (544680) 2014 WK276
- (544681) 2014 WU276
- (544682) 2014 WA277
- (544683) 2014 WJ277
- (544684) 2014 WM277
- (544685) 2014 WX277
- (544686) 2014 WG278
- (544687) 2014 WX278
- (544688) 2014 WK279
- (544689) 2014 WW279
- (544690) 2014 WG280
- (544691) 2014 WS280
- (544692) 2014 WV280
- (544693) 2014 WJ281
- (544694) 2014 WO283
- (544695) 2014 WM287
- (544696) 2014 WW288
- (544697) 2014 WC293
- (544698) 2014 WJ293
- (544699) 2014 WB295
- (544700) 2014 WH295
- (544701) 2014 WC297
- (544702) 2014 WQ298
- (544703) 2014 WV298
- (544704) 2014 WM300
- (544705) 2014 WZ300
- (544706) 2014 WL301
- (544707) 2014 WE302
- (544708) 2014 WD304
- (544709) 2014 WB305
- (544710) 2014 WW306
- (544711) 2014 WO307
- (544712) 2014 WW307
- (544713) 2014 WW309
- (544714) 2014 WY310
- (544715) 2014 WM313
- (544716) 2014 WH314
- (544717) 2014 WJ317
- (544718) 2014 WU317
- (544719) 2014 WA318
- (544720) 2014 WC318
- (544721) 2014 WQ318
- (544722) 2014 WB319
- (544723) 2014 WA320
- (544724) 2014 WL321
- (544725) 2014 WS323
- (544726) 2014 WU323
- (544727) 2014 WN328
- (544728) 2014 WF333
- (544729) 2014 WK334
- (544730) 2014 WU336
- (544731) 2014 WG343
- (544732) 2014 WU347
- (544733) 2014 WF349
- (544734) 2014 WL349
- (544735) 2014 WO350
- (544736) 2014 WQ350
- (544737) 2014 WR351
- (544738) 2014 WC352
- (544739) 2014 WR352
- (544740) 2014 WE353
- (544741) 2014 WF354
- (544742) 2014 WH354
- (544743) 2014 WM354
- (544744) 2014 WQ354
- (544745) 2014 WW354
- (544746) 2014 WS355
- (544747) 2014 WV355
- (544748) 2014 WB357
- (544749) 2014 WN357
- (544750) 2014 WH358
- (544751) 2014 WW360
- (544752) 2014 WC361
- (544753) 2014 WX361
- (544754) 2014 WN362
- (544755) 2014 WJ363
- (544756) 2014 WN364
- (544757) 2014 WO364
- (544758) 2014 WX365
- (544759) 2014 WZ366
- (544760) 2014 WX369
- (544761) 2014 WM370
- (544762) 2014 WX371
- (544763) 2014 WE372
- (544764) 2014 WN372
- (544765) 2014 WU373
- (544766) 2014 WP376
- (544767) 2014 WY376
- (544768) 2014 WO377
- (544769) 2014 WY377
- (544770) 2014 WJ378
- (544771) 2014 WZ378
- (544772) 2014 WP379
- (544773) 2014 WR380
- (544774) 2014 WS380
- (544775) 2014 WC381
- (544776) 2014 WM381
- (544777) 2014 WX381
- (544778) 2014 WX382
- (544779) 2014 WK383
- (544780) 2014 WJ385
- (544781) 2014 WR385
- (544782) 2014 WK388
- (544783) 2014 WU389
- (544784) 2014 WG390
- (544785) 2014 WH390
- (544786) 2014 WT390
- (544787) 2014 WU390
- (544788) 2014 WY390
- (544789) 2014 WN392
- (544790) 2014 WE393
- (544791) 2014 WL393
- (544792) 2014 WQ393
- (544793) 2014 WM394
- (544794) 2014 WR394
- (544795) 2014 WA396
- (544796) 2014 WD396
- (544797) 2014 WK396
- (544798) 2014 WM396
- (544799) 2014 WQ396
- (544800) 2014 WM397
- (544801) 2014 WD398
- (544802) 2014 WP398
- (544803) 2014 WO399
- (544804) 2014 WC403
- (544805) 2014 WJ403
- (544806) 2014 WL403
- (544807) 2014 WN404
- (544808) 2014 WX404
- (544809) 2014 WK406
- (544810) 2014 WU407
- (544811) 2014 WD408
- (544812) 2014 WE408
- (544813) 2014 WT408
- (544814) 2014 WJ409
- (544815) 2014 WN409
- (544816) 2014 WP409
- (544817) 2014 WN410
- (544818) 2014 WO410
- (544819) 2014 WW410
- (544820) 2014 WD411
- (544821) 2014 WK412
- (544822) 2014 WF415
- (544823) 2014 WW415
- (544824) 2014 WW416
- (544825) 2014 WP417
- (544826) 2014 WJ418
- (544827) 2014 WU419
- (544828) 2014 WV420
- (544829) 2014 WA421
- (544830) 2014 WP421
- (544831) 2014 WU422
- (544832) 2014 WV422
- (544833) 2014 WB424
- (544834) 2014 WL424
- (544835) 2014 WW424
- (544836) 2014 WC426
- (544837) 2014 WT428
- (544838) 2014 WF429
- (544839) 2014 WM429
- (544840) 2014 WM430
- (544841) 2014 WZ433
- (544842) 2014 WR434
- (544843) 2014 WS434
- (544844) 2014 WC435
- (544845) 2014 WX435
- (544846) 2014 WA436
- (544847) 2014 WE437
- (544848) 2014 WQ437
- (544849) 2014 WN438
- (544850) 2014 WO439
- (544851) 2014 WN440
- (544852) 2014 WB441
- (544853) 2014 WC443
- (544854) 2014 WN444
- (544855) 2014 WU445
- (544856) 2014 WV445
- (544857) 2014 WX445
- (544858) 2014 WQ446
- (544859) 2014 WW447
- (544860) 2014 WB448
- (544861) 2014 WJ448
- (544862) 2014 WU448
- (544863) 2014 WV448
- (544864) 2014 WB449
- (544865) 2014 WL449
- (544866) 2014 WB450
- (544867) 2014 WK450
- (544868) 2014 WA451
- (544869) 2014 WE451
- (544870) 2014 WN453
- (544871) 2014 WU453
- (544872) 2014 WC454
- (544873) 2014 WH455
- (544874) 2014 WR455
- (544875) 2014 WY456
- (544876) 2014 WU459
- (544877) 2014 WN461
- (544878) 2014 WT461
- (544879) 2014 WY461
- (544880) 2014 WD462
- (544881) 2014 WS462
- (544882) 2014 WB463
- (544883) 2014 WZ464
- (544884) 2014 WC465
- (544885) 2014 WG466
- (544886) 2014 WF467
- (544887) 2014 WN468
- (544888) 2014 WN472
- (544889) 2014 WP472
- (544890) 2014 WJ475
- (544891) 2014 WL475
- (544892) 2014 WV475
- (544893) 2014 WK476
- (544894) 2014 WR476
- (544895) 2014 WV476
- (544896) 2014 WA477
- (544897) 2014 WF478
- (544898) 2014 WQ478
- (544899) 2014 WW478
- (544900) 2014 WH479
- (544901) 2014 WA480
- (544902) 2014 WC481
- (544903) 2014 WH481
- (544904) 2014 WT481
- (544905) 2014 WW481
- (544906) 2014 WP482
- (544907) 2014 WR482
- (544908) 2014 WG483
- (544909) 2014 WG486
- (544910) 2014 WL486
- (544911) 2014 WR486
- (544912) 2014 WV486
- (544913) 2014 WN487
- (544914) 2014 WU488
- (544915) 2014 WN489
- (544916) 2014 WC490
- (544917) 2014 WK490
- (544918) 2014 WQ490
- (544919) 2014 WA491
- (544920) 2014 WM491
- (544921) 2014 WV491
- (544922) 2014 WE493
- (544923) 2014 WO493
- (544924) 2014 WT493
- (544925) 2014 WV494
- (544926) 2014 WS495
- (544927) 2014 WC496
- (544928) 2014 WS496
- (544929) 2014 WW499
- (544930) 2014 WX500
- (544931) 2014 WC504
- (544932) 2014 WP504
- (544933) 2014 WS505
- (544934) 2014 WV505
- (544935) 2014 WK506
- (544936) 2014 WC507
- (544937) 2014 WD513
- (544938) 2014 WG515
- (544939) 2014 WQ516
- (544940) 2014 WS516
- (544941) 2014 WY516
- (544942) 2014 WA517
- (544943) 2014 WE518
- (544944) 2014 WG518
- (544945) 2014 WP518
- (544946) 2014 WY518
- (544947) 2014 WK519
- (544948) 2014 WY519
- (544949) 2014 WX520
- (544950) 2014 WY521
- (544951) 2014 WD522
- (544952) 2014 WE522
- (544953) 2014 WJ522
- (544954) 2014 WB524
- (544955) 2014 WF524
- (544956) 2014 WM524
- (544957) 2014 WN524
- (544958) 2014 WS524
- (544959) 2014 WH525
- (544960) 2014 WJ525
- (544961) 2014 WU525
- (544962) 2014 WW526
- (544963) 2014 WM527
- (544964) 2014 WL529
- (544965) 2014 WU529
- (544966) 2014 WD530
- (544967) 2014 WS530
- (544968) 2014 WU530
- (544969) 2014 WX530
- (544970) 2014 WB531
- (544971) 2014 WL531
- (544972) 2014 WM531
- (544973) 2014 WW531
- (544974) 2014 WK533
- (544975) 2014 WP533
- (544976) 2014 WX533
- (544977) 2014 WZ535
- (544978) 2014 WR543
- (544979) 2014 WP544
- (544980) 2014 WQ544
- (544981) 2014 WF545
- (544982) 2014 XT
- (544983) 2014 XU
- (544984) 2014 XF2
- (544985) 2014 XM2
- (544986) 2014 XV2
- (544987) 2014 XA3
- (544988) 2014 XC3
- (544989) 2014 XY3
- (544990) 2014 XD4
- (544991) 2014 XH4
- (544992) 2014 XS5
- (544993) 2014 XZ5
- (544994) 2014 XY6
- (544995) 2014 XS7
- (544996) 2014 XU8
- (544997) 2014 XY8
- (544998) 2014 XR9
- (544999) 2014 XH10
- (545000) 2014 XS10